# La Rochelle-Normande
Rochelle-Normande é uma ex-comuna francesa na região administrativa da Normandia, no departamento Mancha. Estendeu-se por uma área de 7,45 km². Em 2010 a comuna tinha 316 habitantes (densidade: 42,4 hab./km²).
Em 1 de janeiro de 2017 foi fundida com as comunas de Angey, Champcey, Montviron e Sartilly para a criação da nova comuna de Sartilly-Baie-Bocage.